# جورج أنطونيو
جورج أنطونيو (بالإنجليزية: George Antonio)‏ (20 أكتوبر 1914 في المملكة المتحدة - 1 يناير 1997) هو لاعب كرة قدم بريطاني (وحمل سابقاً جنسية المملكة المتحدة لبريطانيا العظمى وأيرلندا) في مركز مهاجم داخلي. لعب مع ديربي كاونتي وستوك سيتي ونادي دونكاستر روفرز ونادي أوزورتي تاون ‏ وستافورد رينجرز ونادي مانسفيلد تاون ونادي تلفورد يونايتد وBerriew F.C. ‏.